# 彼德拉斯布蘭卡斯國家公園
彼德拉斯布蘭卡斯國家公園是哥斯達黎加的國家公園，位於該國南部，由蓬塔雷納斯省負責管轄，面積140.19平方公里，成立於1991年7月17日。

## 外部連結
- Piedras Blancas National Park （页面存档备份，存于） at Costa Rica National Parks